# Strada Statale 240 dir di Loppio e Val di Ledro
Die Strada Statale 240 dir di Loppio e Val di Ledro (kurz SS 240dir) ist eine italienische Staatsstraße in der Provinz Trient, Region Trentino-Südtirol. 
Die 5,662 km lange Straße verbindet die SS 240 mit der SS 45bis zwischen Nago und Arco. Sie wurde auf der Trasse der 1891 eröffneten und 1936 stillgelegten Lokalbahn Mori–Arco–Riva angelegt und dient insbesondere als Umleitung für den Schwerlastverkehr, da die SS 240 zwischen Nago und Riva del Garda für den Schwerlastverkehr in beiden Richtungen gesperrt ist.